# Pierre Monfrais
Pierre Monfrais, né le 17 avril 1917 à Paris et mort à Paris le 3 février 1996, est un ancien député français, siégeant parmi les Républicains indépendants puis parmi l'UDF.

## Biographie
Industriel, Pierre Monfrais devient député de la première circonscription de l'Eure le 24 décembre 1976, à la suite de l'assassinat de Jean de Broglie. Il est réélu en 1978 avec 55 % des suffrages.

## Mandats
- 24 décembre 1976 - 2 avril 1978 : député de la première circonscription de l'Eure (RI)
- 19 mars 1978 - 22 mai 1981 : député de la première circonscription de l'Eure (UDF-PR)